# Gaston Bonnier
Gaston Eugène Marie Bonnier (Parigi, 1853 – 1922) è stato un botanico francese.

## Biografia
Docente all'École normale supérieure dal 1887, nel 1889 costruì un laboratorio nella foresta di Fontainebleau e fondò la Rivista generale di botanica.